# Rio Curu
O Rio Curu é um rio brasileiro que banha o estado do Ceará. Nasce na região montanhosa formada pelas serras do Céu, da Imburana e do Lucas, localizadas no município de Canindé. Sua foz está na divisa de Paracuru e Paraipaba.
Além destes, o rio Curu banha mais seis municípios: Paramoti, General Sampaio, Apuiarés, Pentecoste, São Luís do Curu e São Gonçalo do Amarante. É a fonte hídrica para diversos projetos de irrigação, especialmente o de Paraibaba.
Conta ainda com uma ponte ferroviária no município de São Luís do Curu, parte da Ferrovia Teresina-Fortaleza.

## Condições pluviométricas

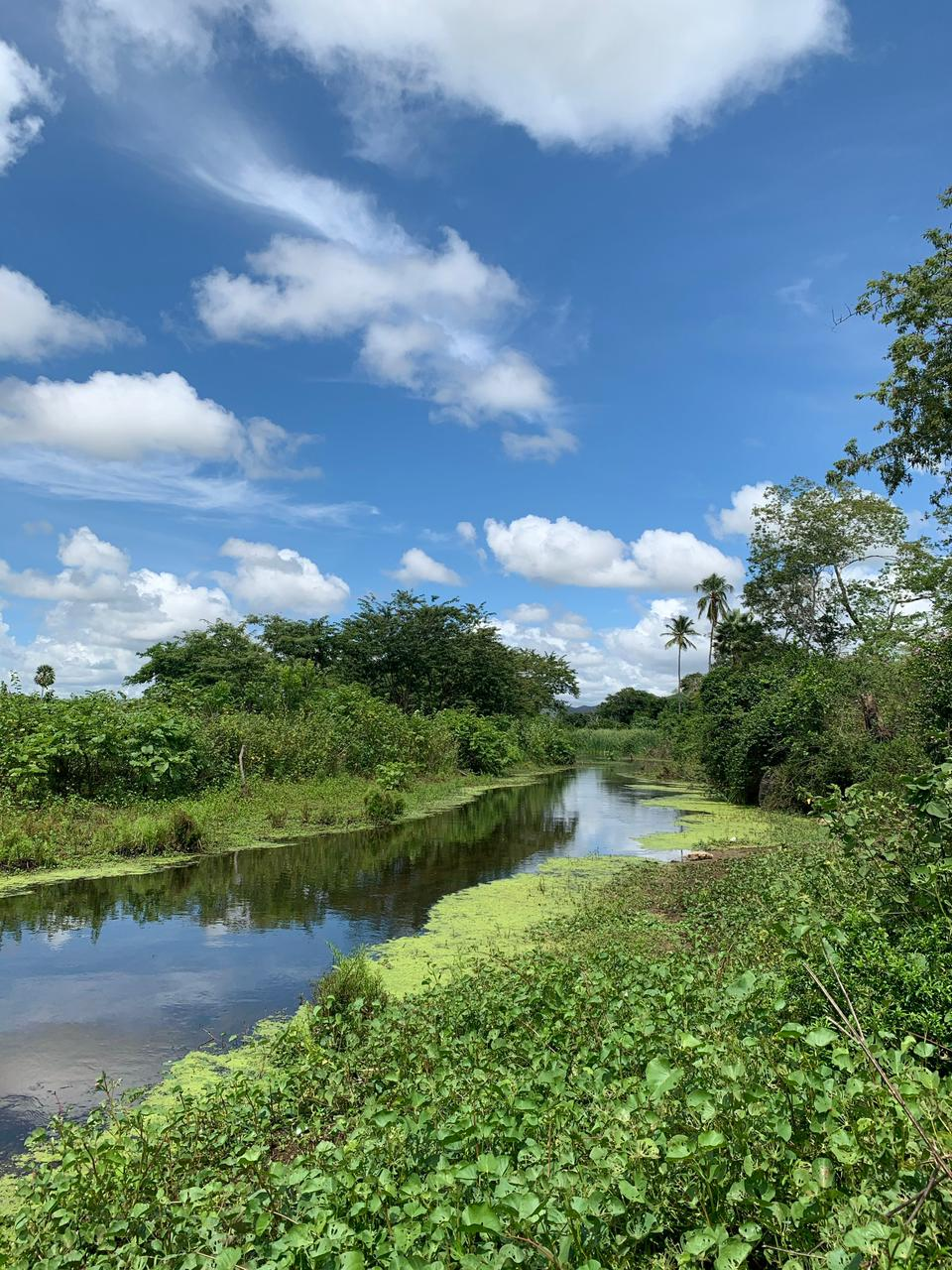
Rio Curu durante a estação chuvosa no município de General Sampaio após a barragem do Açude General Sampaio

Está totalmente inserido em uma região semi-árida, ou seja, é um rio temporário com débito sujeito às variações pluviométricas típicas da região, que é marcada por um período chuvoso que vai de fevereiro a maio e um período seco que vai de junho a janeiro. Contudo seu leito é perenizado a partir do açude General Sampaio e Pentecoste.

## Geografia

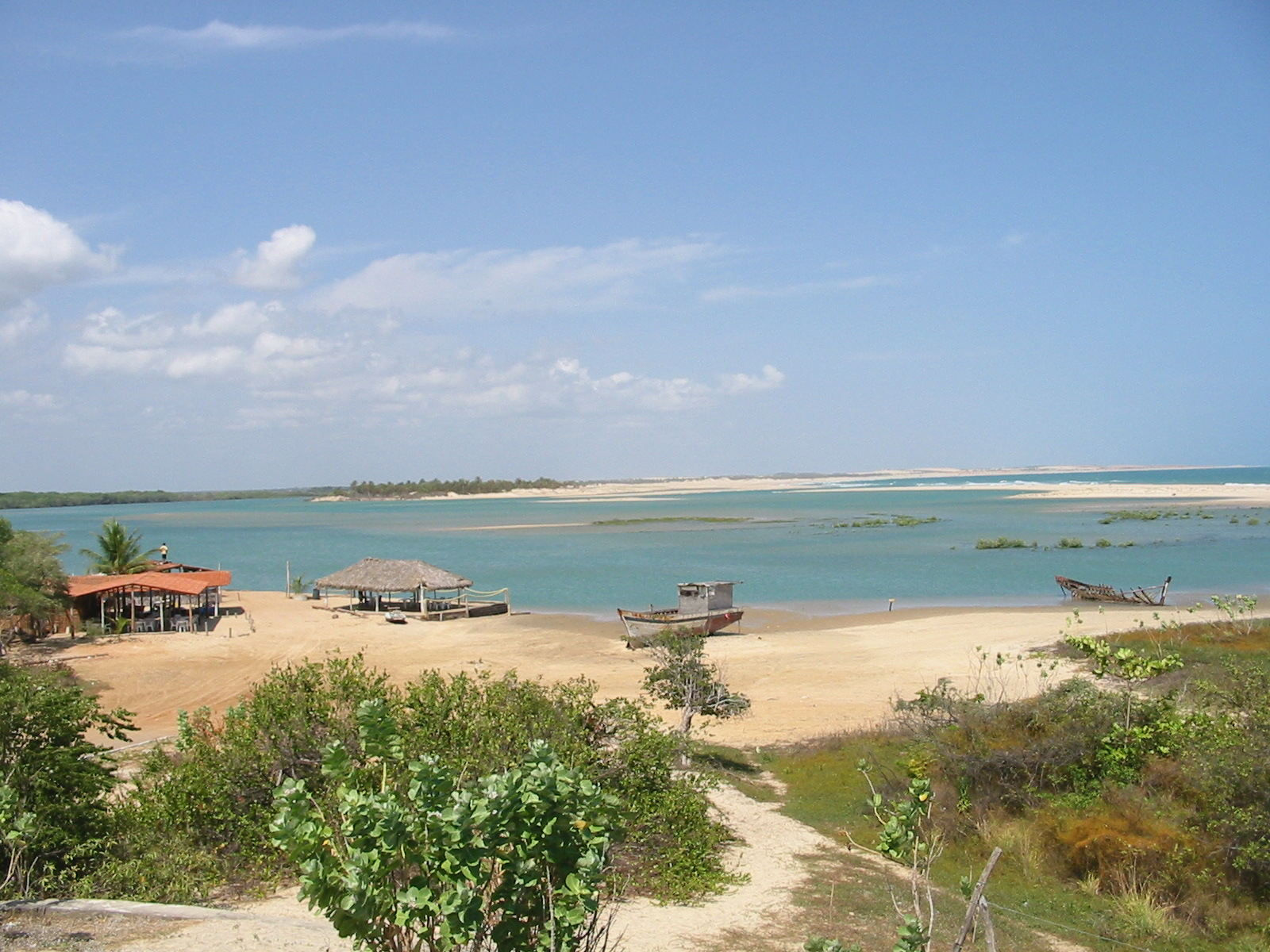
Foz do Rio Curu na divisa entre Paracuru e Paraipaba

Ao longo de 195 km, até sua foz, corre preferencialmente no sentido sudoeste-nordeste. No conjunto, esta bacia possui relevo predominantemente de moderado a fortemente acidentado, com grande parcela de seu divisor sendo formada por zonas montanhosas, com destaque para Baturité, ao leste, e Uruburetama, ao oeste. Os principais afluentes desta bacia são os rios Caxitoré, na margem direita e o Canindé, pela margem esquerda.
Sua bacia hidrográfica atinge um total de 15 municípios, no caso Apuiarés, Canindé, Caridade, General Sampaio, Guaramiranga, Irauçuba, Itapajé, Itatira, Paracuru, Paraipaba, Paramoti, Pentecoste, São Luís do Curu, Tejuçuoca e Umirim. Sua área de drenagem é de 8.750,75 km², que correspondente a 6% do território cearense, sendo o seu principal afluente o rio Canindé, que se encontra na margem direita e drena praticamente todo quadrante sudoeste da bacia; pela margem esquerda, destaca-se o rio Caxitoré, abrangendo a parte centro-oeste do Estado.
Na região do seu estuário está localizada a Área de Proteção Ambiental do Estuário do Rio Curu, com área aproximada de 881 hectares.